# Sénégal aux Jeux olympiques d'été de 2024
Le Sénégal participe aux Jeux olympiques de 2024 à Paris. Il s'agit de sa 15e participation à des Jeux olympiques d'été.
L'athlète Louis François Mendy et la céiste Combe Seck sont nommés porte-drapeau de la délégation sénégalaise.

## Nombre d’athlètes qualifiés par sport
Voici la liste des qualifiés et sélectionnés sénégalais par sport (remplaçants compris) :
| Sport             | Hommes | Femmes | Total |
| ----------------- | ------ | ------ | ----- |
| Athlétisme        | 2      | 1      | 3     |
| Canoë-kayak       | 1      | 1      | 2     |
| Escrime           | 0      | 1      | 1     |
| Judo              | 1      | 0      | 1     |
| Natation sportive | 1      | 1      | 2     |
| Taekwondo         | 1      | 0      | 1     |
| Tennis de table   | 1      | 0      | 1     |
| Total             | 7      | 4      | 11    |

## Résultats

### Athlétisme

#### Hommes
| Athlètes             | Épreuve     | Premier tour (ou tour préliminaire) | Premier tour (ou tour préliminaire) | Repêchage (ou premier tour) | Repêchage (ou premier tour) | Demi-finales | Demi-finales | Finale  | Finale  |
| Athlètes             | Épreuve     | Temps                               | Rang                                | Temps                       | Rang                        | Temps        | Rang         | Temps   | Rang    |
| -------------------- | ----------- | ----------------------------------- | ----------------------------------- | --------------------------- | --------------------------- | ------------ | ------------ | ------- | ------- |
| Cheikh Tidiane Diouf | 400 m       | 45 s 59                             | 5e                                  | 45 s 03                     | 2e                          | 44 s 94      | 6e           | Éliminé | Éliminé |
| Louis François Mendy | 110 m haies | 13 s 31                             | 1er                                 | Qualifié                    | Qualifié                    | 13 s 34      | 3e           | Éliminé | Éliminé |

#### Femmes
| Athlètes  | Épreuve     | Qualification | Qualification | Finale      | Finale   |
| Athlètes  | Épreuve     | Performance   | Rang          | Performance | Rang     |
| --------- | ----------- | ------------- | ------------- | ----------- | -------- |
| Saly Sarr | Triple saut | 13,96 m       | 17e           | Éliminée    | Éliminée |

### Canoë-kayak

#### Course en ligne
| Athlète    | Compétition | Séries  | Séries | Quarts de finale | Quarts de finale | Demi-finales | Demi-finales | Finales A, B, C | Finales A, B, C |
| Athlète    | Compétition | Temps   | Rang   | Temps            | Rang             | Temps        | Rang         | Temps           | Rang            |
| ---------- | ----------- | ------- | ------ | ---------------- | ---------------- | ------------ | ------------ | --------------- | --------------- |
| Combe Seck | C1 200 m    | 54 s 76 | 8e     | 53 s 82          | 7e               | Éliminée     | Éliminée     | Éliminée        | Éliminée        |

#### Slalom
Yves Bourhis se qualifie pour les demi-finales en réalisant le cinquième temps du premier tour.
| Athlète      | Compétition | Éliminatoires | Éliminatoires | Éliminatoires | Éliminatoires | Éliminatoires  | Éliminatoires | Demi-finales | Demi-finales | Finale   | Finale |
| Athlète      | Compétition | Manche 1      | Manche 1      | Manche 2      | Manche 2      | Meilleur temps | Rang          | Demi-finales | Demi-finales | Finale   | Finale |
| Athlète      | Compétition | Temps         | Rang          | Temps         | Rang          | Meilleur temps | Rang          | Temps        | Rang         | Temps    | Rang   |
| ------------ | ----------- | ------------- | ------------- | ------------- | ------------- | -------------- | ------------- | ------------ | ------------ | -------- | ------ |
| Yves Bourhis | C1 hommes   | 94 s 68       | 9e            | 92 s 14       | 2e            | 92 s 14        | 5e            | 99 s 51      | 9e           | 145 s 78 | 12e    |

### Escrime
L'épéiste Ndeye Binta Diongue se qualifie en remportant le tournoi de qualification olympique organisé à Alger en avril 2024. Il s'agit de sa deuxième qualification aux Jeux. A Tokyo, elle s'était inclinée au premier tour face à la chinoise Lin Sheng (15-6).
Le 27 juillet, elle affronte au premier tour l'égyptienne Aya Hussein qui a remporté la médaille d'or par équipe et le bronze en individuel lors des trois derniers championnats d'Afrique. Elle s'incline d'une touche, 14-15.
| Athlète             | Compétition       | 1/32 de finale            | Seizièmes de finale | Huitièmes de finale | Quarts de finale | Demi-finales / Classement | Finale / Classement | Rang     |
| Athlète             | Compétition       | Adversaire Score          | Adversaire Score    | Adversaire Score    | Adversaire Score | Adversaire Score          | Adversaire Score    | Rang     |
| ------------------- | ----------------- | ------------------------- | ------------------- | ------------------- | ---------------- | ------------------------- | ------------------- | -------- |
| Ndeye Binta Diongue | Épée individuelle | Aya Hussein Défaite 14-15 | Éliminée            | Éliminée            | Éliminée         | Éliminée                  | Éliminée            | Éliminée |

### Judo
Mbagnick Ndiaye se qualifie en tant que premier africain au classement mondial des plus de 100 kg.
Triple champion d'Afrique de la catégorie (2019, 2020, 2023), il participe aux Jeux olympiques pour la deuxième fois.
Il affrontera le bissaoguinéen Bubacar Mane au premier tour.
| Athlète         | Compétition    | 1er tour                     | 2e tour                          | Quart de finale     | Demi-finale         | Repêchage           | Finale / CB         | Rang    |
| Athlète         | Compétition    | Adversaire Résultat          | Adversaire Résultat              | Adversaire Résultat | Adversaire Résultat | Adversaire Résultat | Adversaire Résultat | Rang    |
| --------------- | -------------- | ---------------------------- | -------------------------------- | ------------------- | ------------------- | ------------------- | ------------------- | ------- |
| Mbagnick Ndiaye | Plus de 100 kg | Bubacar Mane Victoire 10 - 0 | Guram Tushishvili Défaite 0 - 10 | Éliminé             | Éliminé             | Éliminé             | Éliminé             | Éliminé |

### Natation
Aucun nageur sénégalais n'arrive à réaliser les minima de qualification. La Fédération sénégalaise de natation et de sauvetage obtient deux invitations au titre de l'universalité et les attribue à Matthieu Seye et Oumy Diop.
Championne d'Afrique en titre du 100 m papillon, Oumy Diop est retenue sur cette distance. Matthieu Seye est retenu sur le 100 m nage libre.
Oumy Diop réalise, en 1 min 1 s 82, le quatrième temps de sa série qui est la plus lente des quatre courses. Il s'agit du 27e temps des séries, ce qui est insuffisant pour figurer parmi les seize qualifiées pour les demi-finales.
| Athlète       | Épreuve          | Séries  | Séries | Demi-finales | Demi-finales | Finale  | Finale  |
| Athlète       | Épreuve          | Temps   | Rang   | Temps        | Rang         | Temps   | Rang    |
| ------------- | ---------------- | ------- | ------ | ------------ | ------------ | ------- | ------- |
| Matthieu Seye | 100 m nage libre | 50 s 84 | 51e    | Éliminé      | Éliminé      | Éliminé | Éliminé |

| Athlète   | Épreuve        | Séries       | Séries | Demi-finales | Demi-finales | Finale   | Finale   |
| Athlète   | Épreuve        | Temps        | Rang   | Temps        | Rang         | Temps    | Rang     |
| --------- | -------------- | ------------ | ------ | ------------ | ------------ | -------- | -------- |
| Oumy Diop | 100 m papillon | 1 min 1 s 82 | 27e    | Éliminée     | Éliminée     | Éliminée | Éliminée |

### Taekwondo
| Athlète    | Compétition    | Éliminatoires           | Quart de finale     | Demi-finale         | Repêchage           | Finale / CB         | Rang    |
| Athlète    | Compétition    | Adversaire Résultat     | Adversaire Résultat | Adversaire Résultat | Adversaire Résultat | Adversaire Résultat | Rang    |
| ---------- | -------------- | ----------------------- | ------------------- | ------------------- | ------------------- | ------------------- | ------- |
| Bocar Diop | Moins de 58 kg | Lev Korneev Défaite 2-0 | Éliminé             | Éliminé             | Éliminé             | Éliminé             | Éliminé |

### Tennis de table
Ibrahima Diaw se qualifie en faisant partie des quatre meilleurs africains au classement mondial. Tête de série n°51, il n'est pas dispensé de tour préliminaire. Il y affronte le népalais Santoo Shrestha qu'il bat en quatre sets (12-10, 11-3, 11-4, 11-5). En 32e de finale, il s'incline au terme d'un match serré en sept manches face au hongkongais Wong Chun Ting (11-7, 16-18, 8-11, 11-6, 0-11, 11-8, 4-11).
| Athlète(s) (n° de tête de série) | Compétition | Tour préliminaire            | 1er tour                   | 2e tour             | 3e tour             | Quart de finale     | Demi-finale         | Finale / MB         | Rang    |
| Athlète(s) (n° de tête de série) | Compétition | Adversaire(s) Score          | Adversaire(s) Score        | Adversaire(s) Score | Adversaire(s) Score | Adversaire(s) Score | Adversaire(s) Score | Adversaire(s) Score | Rang    |
| -------------------------------- | ----------- | ---------------------------- | -------------------------- | ------------------- | ------------------- | ------------------- | ------------------- | ------------------- | ------- |
| Ibrahima Diaw (51)               | Simple      | Santoo Shrestha Victoire 4-0 | Wong Chun Ting Défaite 3-4 | Éliminé             | Éliminé             | Éliminé             | Éliminé             | Éliminé             | Éliminé |